# Plastic Nee-san
Plastic Nee-San (＋チック姉さん, Purasu Chikku Neesan?) es un manga dibujado por Cha Kurii y publicado en Young Gangan desde septiembre de 2009.
Tuvo una serie anime de doce capítulos de corta duración que salieron en 2011 y 2012. Estuvo producida por Barnum Estudio y TYO Animaciones. Los primeros cinco episodios originalmente salieron en línea, y más tarde en DVD y Blu-ray  junto con el resto.

## Argumento
Plastic Nee-San está centrada en tres estudiantes: Iroe Genma, Makina Sakamaki, y Hazuki Okamoto. Están en un club de construcción modelos a escala de plástico donde interaccionan con otros alumnos.